# Dolichos magnificus
Dolichos magnificus är en ärtväxtart som beskrevs av Bernard Verdcourt. Dolichos magnificus ingår i släktet Dolichos och familjen ärtväxter. Inga underarter finns listade i Catalogue of Life.